# Parmelinopsis schindleri
Parmelinopsis schindleri är en lavart som först beskrevs av Hale, och fick sitt nu gällande namn av Elix & Hale. Parmelinopsis schindleri ingår i släktet Parmelinopsis och familjen Parmeliaceae.   Inga underarter finns listade i Catalogue of Life.